# Jozef Frederik Ernst van Hohenzollern-Sigmaringen
Jozef Frederik Ernst Meinrad Karel Anton van Hohenzollern-Sigmaringen (Sigmaringen, 24 mei 1702 - Haigerloch, 8 december 1769) was van 1715 tot aan zijn dood vorst van Hohenzollern-Sigmaringen. Hij behoorde tot het huis Hohenzollern-Sigmaringen.

## Levensloop
Jozef Frederik Ernst was de oudste zoon van vorst Meinrad II van Hohenzollern-Sigmaringen en Johanna Catharina van Montfort-Tettnang. dochter van graaf Johan Anton I. Hij volgde zijn opleiding in Wenen.
In 1715 volgde hij zijn vader op als vorst van Hohenzollern-Sigmaringen. Wegens zijn minderjarigheid werd hij tot in 1720 onder het regentschap van zijn moeder geplaatst. Kort voor zijn regeringsaantrede trad Jozef Frederik in Oostenrijkse militaire dienst. Hij bereikte de rang van cavaleriegeneraal en uiteindelijk de positie van generaal-veldmaarschalk van de Zwabische Kreits. Ook zocht hij toenadering tot het keurvorstendom Beieren. Nadat keurvorst Karel Albrecht in 1742 tot keizer van het Heilige Roomse Rijk werd verkozen, werd Jozef opgenomen in diens Geheimraad.
Jozef Frederik Ernst was een begeesterde jager en liet in 1727 het wildpark Josefslust bij Sigmaringen aanleggen. In 1736 liet hij het Slot Sigmaringen renoveren. Verder liet hij in Sigmaringen verschillende andere gebouwen renoveren: de stadskerk Sint-Johannes, de Jozefskapel en het jachtslot Josefslust. In zijn residentiestad Haigerloch liet hij dan weer de Sint-Annakerk ombouwen. Ook zette hij zich in voor de heiligverklaring van pater Fidelis van Sigmaringen, die als lokale heilige vereerd werd, en promootte hij het school- en het kerkwezen. 
Jozef Frederik Ernst stierf op 67-jarige leeftijd.

## Huwelijk en nakomelingen
Op 20 mei 1722 huwde hij met Maria Francisca (1703-1737), dochter van vorst Frans Albrecht van Oettingen-Spielberg, wat hem een aanzienlijk vermogen opleverde. Ze kregen zes kinderen:
- Karel Frederik (1724-1785), vorst van Hohenzollern-Sigmaringen
- Maria Johanna (1726-1793), kloosterzuster in Buchau
- Maria Amalia (1729-1730)
- Meinrad (1732-1733)
- Maria Anna (1736-1736)
- een doodgeboren zoon (1737)

Op 5 juli 1738 huwde hij met zijn tweede echtgenote Judith (1718-1743), dochter van graaf Frans Anton van Closen, vrijheer van Arnstorf. Ze kregen drie kinderen:
- Karel Albrecht (1741-1741)
- Maria Amalia (1742-1742)
- Maria Theresia (1743-1743)

Op 22 oktober 1743 huwde hij met zijn derde echtgenote Maria Theresia (1696-1761), dochter van graaf Christoffel Frans van Waldburg-Trauchburg. Dit huwelijk bleef kinderloos.